# 조선음악협회
조선음악협회(朝鮮音樂協會)는 일제강점기 말기에 조직된 음악 단체이다. 태평양 전쟁 시기의 신체제에 협조하기 위한 목적으로 여러 음악 분야를 망라하여 조직된 대규모의 단체였다.

## 개요
1941년 1월에 발기인회를 열고 3월 25일에 창립했다. 악단을 통한 직역봉공과, 조선 음악계의 신체제 운동이 목표였다. 황국신민화 정책에 음악을 이용하기 위해 조선총독부 학무국의 조종으로 조직된 단체로, 국민총력조선연맹 문화부에 가입되어 있었다.
음악의 기획과 통제, 음악의 심사와 연구, 음악가 지도와 연마, 음악 연주의 보급, 음악가의 후생 등을 주요 사업으로 삼았다. 실제로는 국민가요 보급과 연주를 통한 음악보국 운동이 주된 활동이었으며, 태평양 전쟁 종전 한달 전에도 '본토결전부민대회'라는 관제 행사에서 취주악과 합창으로 출연하는 등, 종전으로 해체될 때까지 약 4년 반 동안 다양하고 활발한 활동을 벌였다.
조직은 방악부, 조선음악부, 양악부, 교육음악부 등으로 나뉘었다. 초기에는 총독부 학무국이 주관하다가, 1944년부터 총독부 관방 정보과 관할로 개편되어 제2기 조직이 출범했다. 조선인 이사로는 계정식, 김원복, 김재훈, 함화진, 현제명이 참여했다.
| 양악부     | 부장: 히라마 분쥬 강장일 계정식 고영희 고종익 김관 김광희 김동진 김메리 김상두 김생려 김성태 김성희 김세형 김순남 김순임 김신덕 김신복 김영애 김영의 김영환 김완우 김원복 김인식 김인수 김자경 김재생 김재원 김재호 김재훈 김준덕 김천애 김태연 김학상 김형노 김형준 김혜경 김혜란 나운영 노찬정 마금희 문경옥 문인운 민원규 박경호 박경희 박기석 박민종 박영하 박영화 박용구 박태준 박태현 박평수 박현숙 변석진 서수준 송경신 송진혁 송희선 신막 신용대 신장자 신재덕 안기영 안성교 오경심 오병도 우달순 우달형 유경손 유광덕 유부용 유은경 윤기선 윤두선 윤락순 윤명숙 윤성덕 은하수 이강렬 이건호 이경옥 이경희 이관옥 이규봉 이규용 이금봉 이동일 이동훈 이범준 이상준 이상춘 이성우 이송락 이순도 이순애 이승학 이애내 이영세 이인호 이창식 이춘자 이해남 이홍렬 임동혁 임상희 임향자 장보원 조옥윤 조운옥 주경돈 채동선 채선엽 최규영 최봉진 최영애 최창은 최호영 최희남 하대응 한갑수 한규동 한복덕 한평숙 현제명 홍난파 홍지유 황학근 아라이 키요시, 오오야마 히데오, 코노우라 테루, 키시모토 히토시, 쿠로마다 아키코, 시미즈 칸조오, 타카다 키요코, 타케이 하루코, 히라마 유리, 마쯔모토 하루코, 미야지마 마사히로, 모오리 모토모리, 모리야스 마사오, 모토다테 노부미쯔, 야마나카 사치코, 리 사미호 |
| 조선음악부 | 부장: 함화진 강장완 고재덕 김경한 김광식 김광채 김두칠 김봉업 김석구 김소희 김송죽 김수연 김순태 김아부 김여란 김연수 김영근 김영준 김재선 김정실 김주전 김천흥 김태운 민완식 박구명 박녹주 박동실 박만호 박상근 박석기 박영복 박천복 박초월 박춘재 박헌봉 박후성 서영희 신영채 신쾌동 신평일 심상건 엄태영 오태석 유개동 유기룡 이동백 이명길 이명산 이점룡 이정업 이창배 이충선 이치종 임서방 임소향 임유앵 임춘앵 장학선 정남희 정득만 정원섭 정채란 조몽실 조상선 지영희 최경식 최수성 최장술 최정식 탁복만 허상복 현철 |

## 주요 활동
- 1941년 1월 11일 : 발기인회 개최
- 1941년 1월 25일 : 발회식 개최 (경성부 부민관)
- 1941년 3월 25일 : 창립대회 개최
- 1941년 6월 : '음악보국주간 대연주회' 개최
- 1942년 1월 25일 : 창립 1주년 기념 보국대회 개최
- 1942년 6월 25일 : 조선음악단과 조선가무단 조직 승인
- 1942년 7월 6일 : '지나사변 5주년 기념음악회' 개최
- 1942년 7월 : 제1차 '조선음악무용 대제전' 개최
- 1942년 11월 : 제1회 음악경연회 개최
- 1943년 3월 26일 : '전의 앙양 국민대합창음악회' 개최
- 1943년 4월 ~ 5월 : 제1기 국민가창운동 실시
- 1943년 4월 ~ 7월 : 국민가창지도대 활동
- 1943년 9월 ~ 10월 : 제2기 국민가창운동 실시
- 1943년 12월 12일 : '문화단체 결의선양대회' 참가 (조선신궁)
- 1944년 7월 : 총독부 학무국에서 정보과로 조직 이동
- 1944년 7월 26일 : '국가봉납대회' 주최
- 1944년 9월 17일 : 제5회 '항공기 헌납 음악회' 후원
- 1945년 1월 13일 ~ 1월 14일 : '조선음악대연주회' 개최
- 1945년 7월 : '학도위안음악회' 개최

## 참고자료
- 친일인명사전편찬위원회 (2004년 12월 27일). 《일제협력단체사전 - 국내 중앙편》. 서울: 민족문제연구소. 705~715쪽쪽. ISBN 8995330724.